# Taklamakanökenskrika
Taklamakanökenskrika (Podoces biddulphi) är en fåtalig tätting i familjen kråkfåglar, endemisk för nordvästra Kina.

## Utseende och läten
Taklamakanökenskrika är en liten (26,7-31,2 cm) och attraktiv kråkfågel med mjukt, nedåtböjd näbb. Huvudet är sandbrunt med glansigt svart på hjässa och nacke samt svart på haka, övre delen av strupen och området kring submustaschstrecket. Ovansidan är sandbrun, mörkare brun på skapularer, övergump och övre stjärttäckare, medan vingarna svarta och vita. Undersidan är skärbeige och stjärten vit. Liknande mongolökenskrika har ej svart på strupen och vit stjärt. Bland lätena, som knappt är studerade, hörs en serie låga, snabbt dalande visslingar.

## Utbredning och systematik
Taklamakanökenskrika förekommer endast i Taklamakanöknen från Yarkand österut till Lop Nor i västra Xinjiang, nordvästra Kina. Den behandlas som monotypisk, det vill säga att den inte delas in i några underarter.

## Levnadssätt
Denna art förekommer i sandiga ökenområden och buskmarker samt bland ökenlevande poppelarten Populus euphratica, på mellan 900 och 1200 meters höjd. Den är en allätare som lever av frön, säd och insekter. Fågeln ses ofta i par eller i familjegrupper med upp till sex individer, ibland bland bebyggelse.

### Häckning
Häckningen inleds i slutet av mars. Den bygger ett skålformat bo av kvistar och rötter vari den lägger ett till tre ägg. En studie av 20 bon 2003-2004 fann att fågeln placerar dem i poppeln Populus diversifolia eller i en tamarisk, ungefär en meter ovan mark.

## Status och hot
Taklamakanökenskrika har en liten och fragmenterad världspopulation på endast 4100-6700 par. Den tros också minska i antal till följd av habitatdegradering och fragmentering. Internationella naturvårdsunionen IUCN kategoriserar den därför som nära hotad.

## Namn
Fågelns vetenskapliga artnamn hedrar John Biddulph (1840-1921), ornitolog och överste i British Army, kolonial administratör in Indien 1857-1896. Fram tills nyligen kallades den även Biddulphs ökenskrika på svenska, men justerades 2022 till ett mer informativt namn av BirdLife Sveriges taxonomikommitté.